# Sušak
Sušak ist seit 1948 ein Teil der Hafenstadt Rijeka in Kroatien im Osten der Stadt.
1924 gehörte Rijeka (italienisch Fiume) zum Freistaat Fiume, welcher vier Jahre zuvor im Grenzvertrag von Rapallo gegründet wurde. Im Vertrag von Rom vereinbarten das Königreich der Kroaten, Serben und Slowenen und Italien jedoch, diesen Freistaat aufzulösen. Während Italien Fiume annektierte (Provinz Fiume), fiel Sušak dem Königreich der Kroaten, Serben und Slowenen zu; der Hafen wurde gemeinsam verwaltet.
Von September 1943 bis Mai 1945 bildete Sušak zusammen mit der Insel Krk das „Kommissariat Suschak-Krk“ (italienisch „Commissariato straordinario per i territori di Sušak-Krk“), eine Art Pufferzone zwischen RSI/OZAK und NDH.
Nach dem Zweiten Weltkrieg wurde Sušak als Ergebnis einer Volksabstimmung wieder mit Rijeka vereint.
Im Stadtteil Sušak befindet sich die auf der Anhöhe Trsat gelegene gleichnamige Festung. Trsat gilt zudem als älteste Wallfahrtsstätte Kroatiens.
Der Name des traditionsreichen Fußballvereines aus Sušak lautet heute NK Orijent.

## Söhne und Töchter der Stadt
- Gustav Remec (1900–1972), jugoslawischer Fußballspieler und Sänger
- Ödön von Horváth (1901–1938), ungarischer Schriftsteller, wurde 1901 in Sušak geboren
- Hrvoje Šarinić (1935–2017), kroatischer Politiker

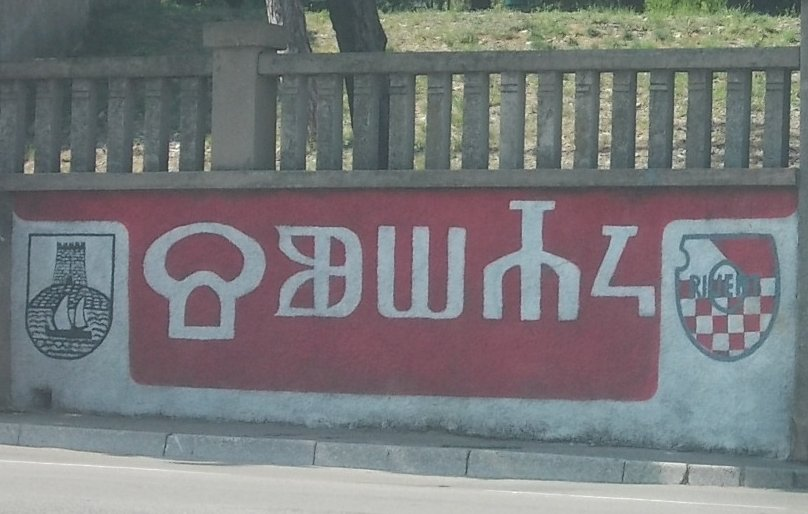
„Sušak“ in glagolitischen Buchstaben (Graffiti in Rijeka), rechts das Wappen des Fußballvereins